# Bocicău
Bocicău – wieś w Rumunii, w okręgu Satu Mare, w gminie Tarna Mare. W 2011 roku liczyła 665 mieszkańców.